# 达科·米兰尼奇
達高·米蘭歷錫（1967年12月18日—）是一名前南斯拉夫和斯洛文尼亚前足球運動員，場上司職後衛，曾分別代表前南斯拉夫和斯洛文尼亞參加國際賽，於2000年歐國盃擔任斯洛文尼亞的隊長；退役後擔任教練，他是奧超球會格拉茨的前領隊，曾執教斯甲球會馬里博爾，期間贏得九項冠軍錦標。2014年亦曾短暫任教英冠球會列斯聯。

## 生平

### 教練
米蘭歷錫於退役後轉向教練工作發展，他於家鄉球隊伊佐拉（NK Izola）開展教練事業，其後獲比摩治（NK Primorje）聘任為主教練。2006/07年轉投格拉茨擔任佛朗哥·福达（Franco Foda）的副手。
哥利卡
2007/08年球季季前米蘭歷錫成為哥利卡的主教練，帶領球隊在斯洛文尼亞足球甲級聯賽取得季軍席位，但同季的欧洲联盟杯卻於外圍賽第一圈兩回合累計2-4負於馬其頓的拉布歷基出局。

## 花絮
米蘭歷錫是多語人，可操斯洛文尼亚语、德语、英语、意大利语和塞尔维亚语。他亦是一名合格的海洋工程技術員。米蘭歷錫的經理人是斯洛文尼亞國家隊隊友中場球員阿米尔·胡斯历（Amir Ružnić）。

## 榮譽

### 球員
柏迪遜
- 南斯拉夫足球甲級聯賽
  - 冠軍 (1)：1986/87年；
  - 亞軍 (2)：1987/88年、1991/92年；
- 南斯拉夫盃（Yugoslav Cup）
  - 冠軍 (2)：1988/89年、1991/92年；

格拉茨
- 奧地利足球超級聯賽
  - 冠軍 (2)：1997/98年、1998/99年；
  - 亞軍 (3)：1994/95年、1995/96年、1999/00年；
- 奧地利盃
  - 冠軍 (3)：1996年、1997年、1999年；
  - 亞軍 (1)：1998年；
- 奧地利超級盃
  - 冠軍 (3)：1996年、1998年、1999年；
  - 亞軍 (1)：1997年；

### 教練
馬里博爾
- 斯洛文尼亞足球甲級聯賽
  - 冠軍 (4)：2008/09年、2010/11年、2011/12年、2012/13年；
  - 亞軍 (1)：2009/10年；
- 斯洛文尼亞盃
  - 冠軍 (3)：2009/10年、2011/12年、2012/13年；
  - 亞軍 (1)：2010/11年；
- 斯洛文尼亞超級盃（Slovenian Supercup）
  - 冠軍 (2)：2009年、2012年；
  - 亞軍 (2)：2010年、2011年；

## 外部連結
- Player profile （页面存档备份，存于） at NZS （斯洛文尼亚文）
- Player profile[] at FSJ （塞爾維亞文）